# Rodriguesvleerhond
De rodriguesvleerhond (Pteropus rodricensis) is een vleermuis uit het geslacht Pteropus.

## Kenmerken
De rodriguesvleerhond heeft een lichaamslengte van 15-20 cm, een vleugelspanwijdte van gemiddeld 90 centimeter en een gewicht van 250 tot 275 gram. De vlieghuid is bruin. Het dier hangt zich ondersteboven aan zijn haaknagels, zonder daarbij spierarbeid te hoeven verrichten.

## Leefwijze
's Nachts worden in droge, tropische bossen de vruchten van bomen, zoals tamarindes, mango's, palmen en vijgen gezocht. Ze slikken echter alleen het sap en zacht vruchtvlees door, de harde schillen worden uitgespuwd.

## Bedreiging
De soort wordt bedreigd door verlies van hun leefgebied, mede door toedoen van de mens en tropische stormen. Voorheen waren er groepen van wel 500 individuen, nu zijn er in het wild nog slechts enkele honderden individuen. Het is een sociale soort die meestal in grote groepen leeft.

## Verspreiding
De soort komt alleen voor op het eiland Rodrigues in de Indische Oceaan ten oosten van Madagaskar.

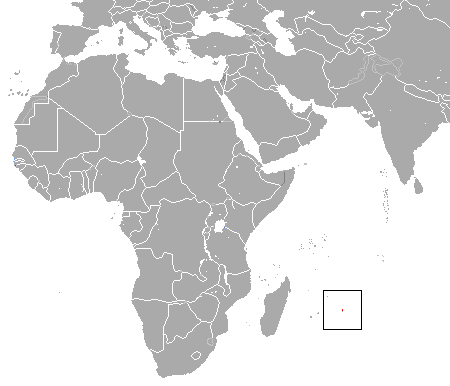
Verspreiding

Pteropus admiralitatum · Pteropus aldabrensis · Pteropus alecto · Pteropus anetianus · Pteropus aruensis · Pteropus brunneus · Pteropus caniceps · Halstervleerhond (Pteropus capistratus) · Pteropus chrysoproctus · Pteropus cognatus · Pteropus conspicillatus · Pteropus dasymallus · Pteropus faunulus · Pteropus fundatus · Vliegende vos (Pteropus giganteus) · Pteropus gilliardorum · Pteropus griseus · Pteropus howensis · Pteropus hypomelanus · Chuukvleerhond (Pteropus insularis) · Pteropus intermedius · Pteropus keyensis · Comorenvleerhond (Pteropus livingstonii) · Pteropus lombocensis · Pteropus loochoensis · Lyles vleerhond (Pteropus lylei) · Pteropus macrotis · Pteropus mahaganus · Pteropus mariannus · Pteropus melanopogon · Pteropus melanotus · Pohnpeivleerhond (Pteropus molossinus) · Pteropus neohibernicus · Zwarte vleerhond (Pteropus niger) · Pteropus nitendiensis · Pteropus ocularis · Pteropus ornatus · Pteropus pelewensis · Pteropus personatus · Pteropus pilosus · Pteropus pohlei · Grijskopvleerhond (Pteropus poliocephalus) · Boninvleerhond (Pteropus pselaphon) · Pteropus pumilus · Pteropus rayneri · Pteropus rennelli · Rodriguesvleerhond (Pteropus rodricensis) · Rode vleerhond (Pteropus rufus) · Pteropus samoensis · Pteropus scapulatus · Pteropus seychellensis · Pteropus speciosus · Pteropus subniger · Pteropus temminckii · Pteropus tokudae · Tongavleerhond (Pteropus tonganus) · Pteropus tuberculatus · Pteropus ualanus · Kalong (Pteropus vampyrus) · Pteropus vetulus · Pembavleerhond (Pteropus voeltzkowi) · Pteropus woodfordi · Pteropus yapensis